# Кылварт, Михаил
Михаи́л Кы́лварт (эст. Mihhail Kõlvart; род. 24 ноября 1977, Кзыл-Орда, Казахская ССР, СССР) — эстонский спортсмен, общественный деятель, политик, с 11 апреля 2019 года по 26 марта 2024 года — мэр Таллина, столицы Эстонии.
В 2011—2017 годы — вице-мэр Таллина по вопросам молодёжи, спорта, культуры, интеграции и образования. В период 2017—2019 годов — глава Городского собрания Таллина. 
Почётный гражданин Сеула, Почётный доктор университета Шинхан.

## Биография
Родился в городе Кзыл-Орда, Казахской ССР.  Отец Юло Кылварт (эст. Ülo Kõlvart) — эстонец, мать Лидия Григорьевна — кореянка с китайскими корнями.
С трёх лет живёт в Таллине.  В 2000 году окончил юридический факультет международного социального университета «LEX», а в 2004 году с отличием «I STUDIUM» по специальности экономического права. Имеет опыт юридической практики и преподавания в вузе курсов по истории культуры и риторики.

## Спорт
Михаил Кылварт стал основателем Эстонского Союза корейской борьбы тхэквондо (1992), который возглавил в 1996 году в возрасте 18 лет. На протяжении долгих лет он совмещает руководство организацией с личными тренировками и тренерской деятельностью. С 2017 года возглавляет Эстонскую федерацию тхэквондо.

### В качестве спортсмена
В копилке личных спортивных достижений Михаила победы на различных турнирах по тхэквондо, кикбоксингу и боксу, в том числе серебро на III Всемирных играх боевых искусств. Михаил Кылварт обладает чёрным поясом тхэквондо (5-й дан). В 2022 году был удостоен почетного пояса 7-го дана.

### В качестве тренера
Воспитал призёров чемпионатов Европы и мира, среди которых золото завоёвывали:
- 2006 — Чемпионат Европы — Илона Цветкова;
- 2008 — III Всемирные игры боевых искусств — Эдуард Сварваль;
- 2010 — Чемпионат Европы — Вячеслав Ищик;
- 2010 — Чемпионат Европы — Виктория Мазина;
- 2012 — Чемпионат Европы — Владислав Жаров.

### В качестве руководителя
Под руководством Михаила Кылварта Эстонским союзом тхэквондо были инициированы и стали традиционными следующие спортивные мероприятия:
Международный фестиваль боевых искусств «The way of young masters» — начиная с 2001 г.
Международный турнир по тхэквондо «BaltCup» — начиная с 2002 г.
Детский и юниорский турнир «Little Tiger» — начиная с 2002 г.
Открытые игры боевых искусств Эстонии — начиная с 2008 г.
А также были проведены:
2007 г. — Чемпионат Европы по тхэквондо (Таллин)
2011 г. — Чемпионат Европы по тхэквондо (Таллин)
2011 г. — IV Всемирные игры боевых искусств (Таллин)
2012 г. — Чемпионат мира по тхэквондо (Таллинн)
2018 г. — Чемпионат Европы по тхэквондо (Таллинн)
2021 г. — Чемпионат Европы по тхэквондо среди детей и кадетов (Таллинн)
2021 г. — Чемпионат Европы по тхэквондо U21 (Таллинн)
2022 г. — Чемпионат Европы по тхэквондо среди клубов (Таллинн)
С 2008 года является председателем Объединения спортивных единоборств Эстонии. В 2009 году был избран в исполком Всемирного комитета боевых искусств (IMGC).

## Общественная деятельность
В 2001 году Михаилом Кылвартом было основано молодёжное объединение «Поколение», которое занимается организацией свободного времени для детей из малообеспеченных семей, а также предоставляет различные курсы и тренировки для пожилых людей.
В 2010 году был назначен в состав Круглого стола национальностей Эстонского совета сотрудничества, работающего при президенте ЭР, и в состав Молодёжной ассамблеи национальных меньшинств при Министерстве Культуры. Приостановил членство в обеих организациях в связи с участием в парламентских выборах.
В 2010 году был избран в Совет русских школ. Целью Совета является сохранение в Эстонии образования на русском языке.
В 2016 году был избран в правление Эстонского олимпийского комитета. В 2020 году переизбран.

## Политическая карьера
С 1999 по 2002 год был членом административного собрания Ласнамяэ в Таллинне (Партия умеренных). В 2008 году вступил в ряды Центристской партии Эстонии. А в  2009 году стал депутатом Таллинского городского собрания.
C марта по апрель 2011 года был депутатом Рийгикогу в XII созыве. В апреле 2011 года был назначен на должность вице-мэра Таллина по вопросам молодёжи, спорта, культуры, интеграции и образования. На парламентских выборах 2015 года набрал одиннадцать тысяч голосов, но в итоге идти в Парламент Эстонии отказался и остался в должности вице-мэра Таллина по вопросам молодёжи, спорта, культуры, интеграции и образования.
2 ноября 2017 года был избран председателем Таллинского городского собрания, набрав 51,9 % голосов. Из 79 депутатов за его кандидатуру проголосовал 41 депутат, 38 — против.
11 апреля 2019 года избран мэром Таллина, набрав 64,3 % голосов. За него отдали свои голоса 45 депутатов горсобрания из 70 принимавших участие в голосовании, 25 проголосовали против. Вступил в должность 12 апреля 2019 года. В 2021 году переизбран на этот пост набрав 27 663 голосов.
По результатам парламентских выборов 2023 года избран депутатом Рийгикогу XV созыва, но отказался от мандата, чтобы остаться мэром Таллина. Его место заняла Керсти Сарапуу.
23 апреля 2023 года вступил в Кайтселийт и с этого момента принадлежит к отдельной Идаской (восточной) роте Таллинской дружины Кайтселийта 
10 сентября 2023 года на внеочередном съезде Центристской партии был избран председателем, набрав 543 голоса.
26 марта 2024 года был отправлен в отставку с поста мэра Таллина. На очередных выборах в Европарламент в 2024 году в Эстонии набрал 27 576 голосов и получил мандат на депутатство, но принял решение, что вместо него евродепутатом станет Яна Тоом.

## Личная жизнь
В 2012 году у Кылварта родилась дочь от брака с Яной Калинистовой (эст. Jaana Kalinistova). В марте 2022 года Кылварт женился на эстонской мотогонщице Анастасии Коваленко.

## Награды
- 2005 — Орден Международной Федерации Таэквон-до (ITF) за вклад в развитие таэквон-до (2005 год)[28]
- 2009 — Звезда Пыхья-Таллинна за активную общественную деятельность и спортивные достижения (2009 год)[28]
- 2011 — Серебряный знак города Палдиски за успешную работу и активную деятельность (2011 год)[28]
- 2011 — Орден Международной Федерации Таэквон-до (ITF) за вклад в развитие таэквон-до в мире (2011 год)[28]
- 2017 — Юбилейная медаль ЭПЦ МП «100 лет епископской хиротонии священномучиника Платона»[29]
- 2021 — Почетный крест прихода Яани Эстонской Лютеранской Церкви[30]
- 2021 — Орден Преподобного Сергия Радонежского первой степени[31][32]
- 2022 — Kukkiwon 7 почетный дан[7]
- 2024 — Медаль Эстонского олимпийского комитета[33][34]

Звания
- 2019 — Почётный гражданин Сеула[35]
- 2022 — Почётный доктор университета Шинхан (Республика Корея)[3]